# Манастир Девич
Манастир Девич је женски манастир налази се под главним венцем истоимене планине у Србији, Метохији – Косово и Метохија, саграђен је око 1434. године и налази се у дреничкој шуми, 5 km. јужно од Србице.
Манастир Девич припада Епархији рашко-призренској Српске православне цркве и представља непокретно културно добро као споменик културе од изузетног значаја.
Старешина манастира је игуманија Анастасија (Биљић), са сестринством на челу од 1993. године.

## Положај и историјат манастира
Манастир је саграђен на месту где се у једној шупљој букви подвижавао велики подвижник из 15. века Свети Јоаникије Девички, након што је у тај крај прешао из Црне Реке. Манастир је подигао деспот Ђурађ Бранковић око 1434. године у знак захвалности за оздрављење своје кћери-девице, по чему је манастир добио име. Ђурађ Бранковић је манастир сазидао на месту где је, четири године раније, 1430. године сахрањен пустиножитељ Јоаникије Девички.
Српску књигу "Плач Старе Србије" набавили су 1864. године у Пећи, читаоци родољуби из Девича. Помињу се: поп Сима настојатељ манастира Девича, јеромонах Игњатије и поп Мелентије девички.
При манастиру је 1897. године радила српска основна школа коју су похађала деца сирочад из разних крајева. Манастир им је давао све: стан, огрев, храну, одећу и обућу (опанке) те школски прибор. Тада их је учио Јеротије Елезовић, а старатељ школски био поп Анђелко Пешић, манастирски свештеник. Поред поп Анђелка, манастирски свештеник је био и поп Тодор Милетић - оба световњаци. Манастир је у то време имао и друге раднике: ћирајџију (Бошка Мијајловића), дрвара (Илију Грујића), лебара (Трајка Којића), буљукбашу (муслимана Фејзулу Бајрамовића) итд. Године 1899. учитеља Јеротија је заменио нови, Димитрије Димитријевић свршени богослов. Он је беседио на светосавској прослави те године.
За време празника Спасовдана 1900. године службовао је свештеник Тодор. Народ се окупљао око источника (извора) званог "Извор Св. Јанићија", где је било обављено водоосвећење. На једном дрвету где је обављено освећење масла (уља) наводно је боравио светац Јанићије.
Традиционално се око манастирске цркве народ српски окупљао о празнику Петровдану, сваке године. Године 1900. госте пристигле од свих страна су дочекивали игуман Теофил Приштевац и учитељ Јеротије Анђелковић. Манастир су тада чувале "војводе", родом из манастиру најближег арнаутског места Лауша. Манастиром је 1908. године управљао архимандрит Манојло, а требало је да помажу бројни тутори, световњаци из околних места.
Манастир је више пута пљачкан и обнављан у својој историји. Године 1915. су га опљачкале аустроугарске војне снаге после одступања српске војске преко Албаније у Првом светском рату. А 1941. године је срушена и уништена испосница Св. Јанићија Девичког која се налазила на падини на северној страни манастира, као и источник који се налазио у удолини ниже манастира. Манастир су тада опљачкали албански фашисти. До ових немилих догађаја манастир је у својим ризницама имао велику збирку рукописних и штампаних књига из 19. и 20. века.
Владика рашко-призренски и каснији Патријарх српски Павле у свом извештају Светом Архијерејском Синоду СПЦ, поред осталога, наводи податак да су албански иредентисти у ноћи између 6. и 7. августа 1984. године опет запалили сено манастира Девича и том приликом је изгорило девет стогова. Владика Павле је одмах обишао манастир и затекао сестре (монахиње) и двојицу Срба са породицама при гашењу и спасавању онога што се спасити могло, макар за простирску стоци. Власти су деломично надокнадиле штету. Починиоци су пронађени и осуђени на робију. Ти исти су то учинили и 1982. године.

## Изглед цркве Ваведења Богородице
Манастирска црква посвећена Богородичном Ваведењу је једнобродна грађевина, засведена подужним полуобличастим сводом, са споља тространом олтарском апсидом. У неком тренутку проширена је са севера, одакле је и приступ посебном, невеликом параклису са Јоаникијевим гробом, који се ослања на источни зид цркве. После обнове предузете 1578. године заслугом игумана Пахомија и јеромонаха Лонгина, како показује фреско-натпис, црква и параклис су живописани. Фрагменти зидних слика сачувани су у апсиди цркве као и над Јоаникијевим гробом, где представа његовог Успења најречитије сведочи о инвентивности зографа.
Фреске у манастиру, којих има у неколико слојева потичу из 15. века и на њима је лик Св. Јанићија Девичког у одећи великосхимника и добро очувани натпис на коме пише да је он први ктитор места сего, а добро очуван је и лик Св. Акакија, као и композиције Свадба у Кани Галилејској и Исцељење раслабљеног.
Обнављан више пута и састоји се из више цркава посвећених Ваведењу Богородице, Св. Јоаникију, Св. Ђорђу. Манастир Девич од своје имовине поседује преко 60 хектара земље и око 250 хектара шуме (винограде у Великој Хочи, неколико кућа у Вучитрну и земљу у околини Бича у Лаушима, Лепини и Лудовићима).
Игуманија манастира је Анастасија која је дошла у манастир у 13. години. КФОР се повукао 2012. године и од тада је безбедност манастира у надлежности Косовске полиције.

## Разарање манастира 1999. и 2004. године
У ратним операцијама 1999. манастир је опљачкан, разбијена је плоча на кивоту Св. Јоаникија а иконе су оскрнављене. Марта 2004. манастир је спаљен у присуству војника КФОР-а. Гробница Јоаникија Девичког је отворена и оскрнављена.

## Галерија
- Хришћански ходочасници у Манастиру Девич којег су албански терористи запалили 17. марта 2004, из пројекта „Корени душе“ аутор Дарко Дозет
- Верници излазе из порушеног манастира Девич, из пројекта „Корени душе“ аутор Дарко Дозет
- Ходочасница, 4. јун 2005, из пројекта „Корени душе“ аутор Дарко Дозет
- Спаљена унутрашњост цркве у Манастиру Девич
- Спаљена унутрашњост цркве у Манастиру Девич
- Спаљена унутрашњост цркве у Манастиру Девич
- Остаци спаљеног Манастир Девич
- Обновљени комплекс Манастира Девич
- Обновљени комплекс Манастира Девич
- Обновљени комплекс Манастира Девич
- Остаци спаљеног Манастир Девич
- Остаци спаљеног Манастир Девич
- Остаци спаљеног Манастир Девич
- Остаци спаљеног Манастир Девич
- Остаци спаљеног Манастир Девич
- Арнаут убија калуђера на Косову у манастиру Девич (1912)[11]
- Епископ Павле у посети манастиру Девич

.